# Villino Brunetti
Il Villino Brunetti è una dimora signorile situata in viale Manin angolo via Zanardelli, 2 a Viareggio.

## Storia

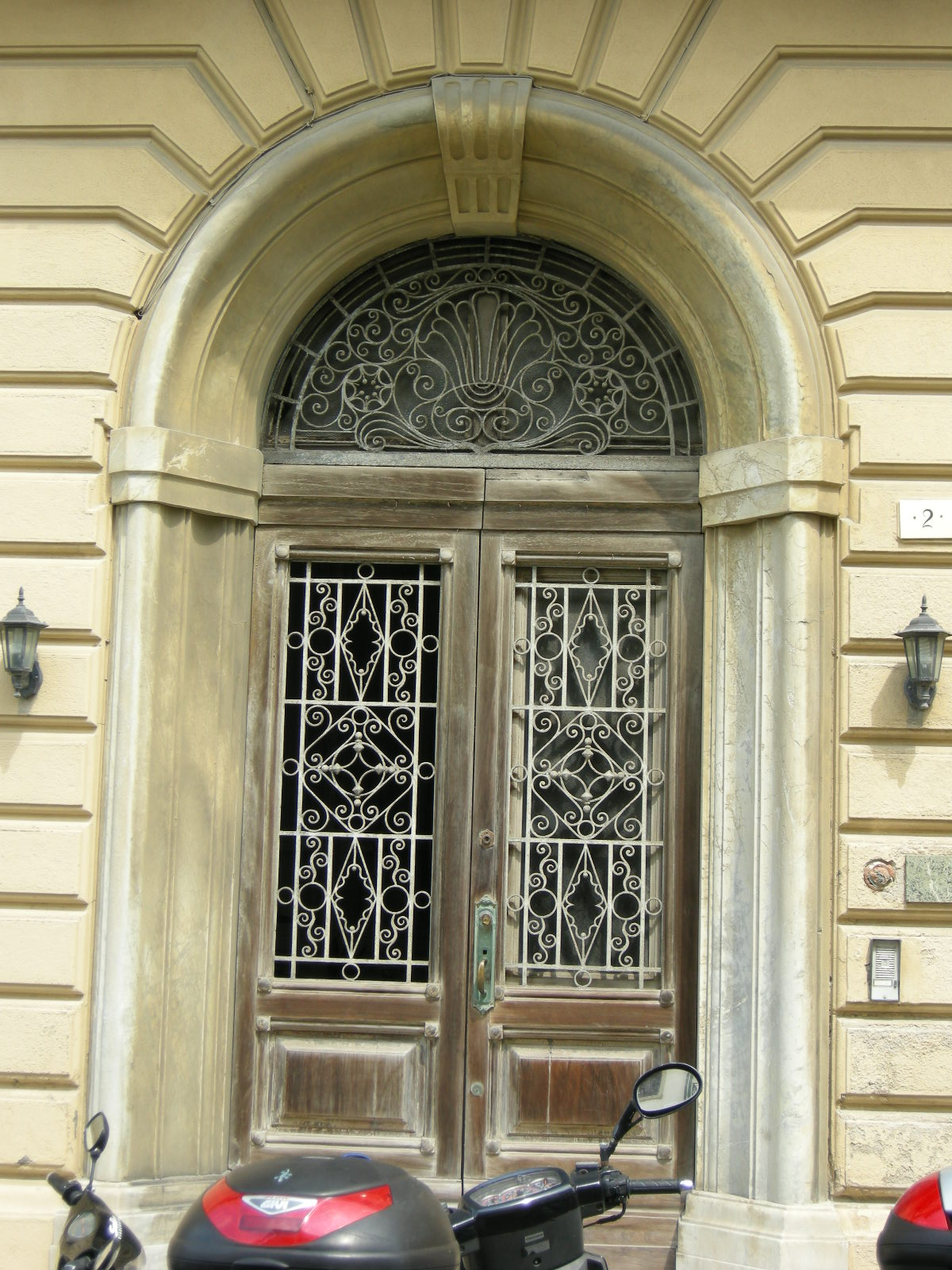
Il portale finemente elaborato

Da quanto risulta in base alle mappe del Vecchio Catasto, l'edificio è stato realizzato negli anni tra il 1873 ed il 1879,all'interno di una lottizzazione che prolunga verso il mare strade già esistenti fino al costruendo viale a mare, l'attuale viale Manin. In particolare, il lotto ha forma di rettangolo allungato con il lato lungo perpendicolare al mare.
Nella pianta di Viareggio del 1879 il lotto risulta invece edificato con un fabbricato di forma pressoché quadrata, inserito in angolo tra le vie e adiacente al fabbricato confinante su Viale Manin, dotato di una resede circa doppia dell'edificio stesso. A un periodo intercorrente tra il 1879 ed il 1908 è possibile far risalire il prolungamento dell'edificio su via Zanardelli. Come risulta dalla planimetria catastale del 1908, perfettamente rispondente all'attuale, l'edificio non ha da allora più subito modifiche planivolumetriche.
Successivamente l'edificio diviene proprietà Crastan e nel 1925 viene ristrutturato dall'architetto Alfredo Belluomini per adibirlo a pensione (Pensione Majorca).
Divenuto in seguito proprietà Tonioli, industriali del marmo, è oggetto del rifacimento di alcune parti interne come gli stipiti in blocchi marmorei delle porte al piano terra e, probabilmente, i pavimenti in graniglia di pezzatura quadrata di cm. 20x20 in diverse stanze.
Nel 1969 il villino viene rilevato da Carlo Arrighi, attuale proprietario, che destina la parte prospiciente via Zanardelli a studio odontoiatrico e l'impianto quadrato originario a propria abitazione. Di questo periodo è la pavimentazione in granito nell'ingresso principale e quella dello studio dentistico. Recentemente poi è stata restaurata la balaustra della copertura.

## Descrizione

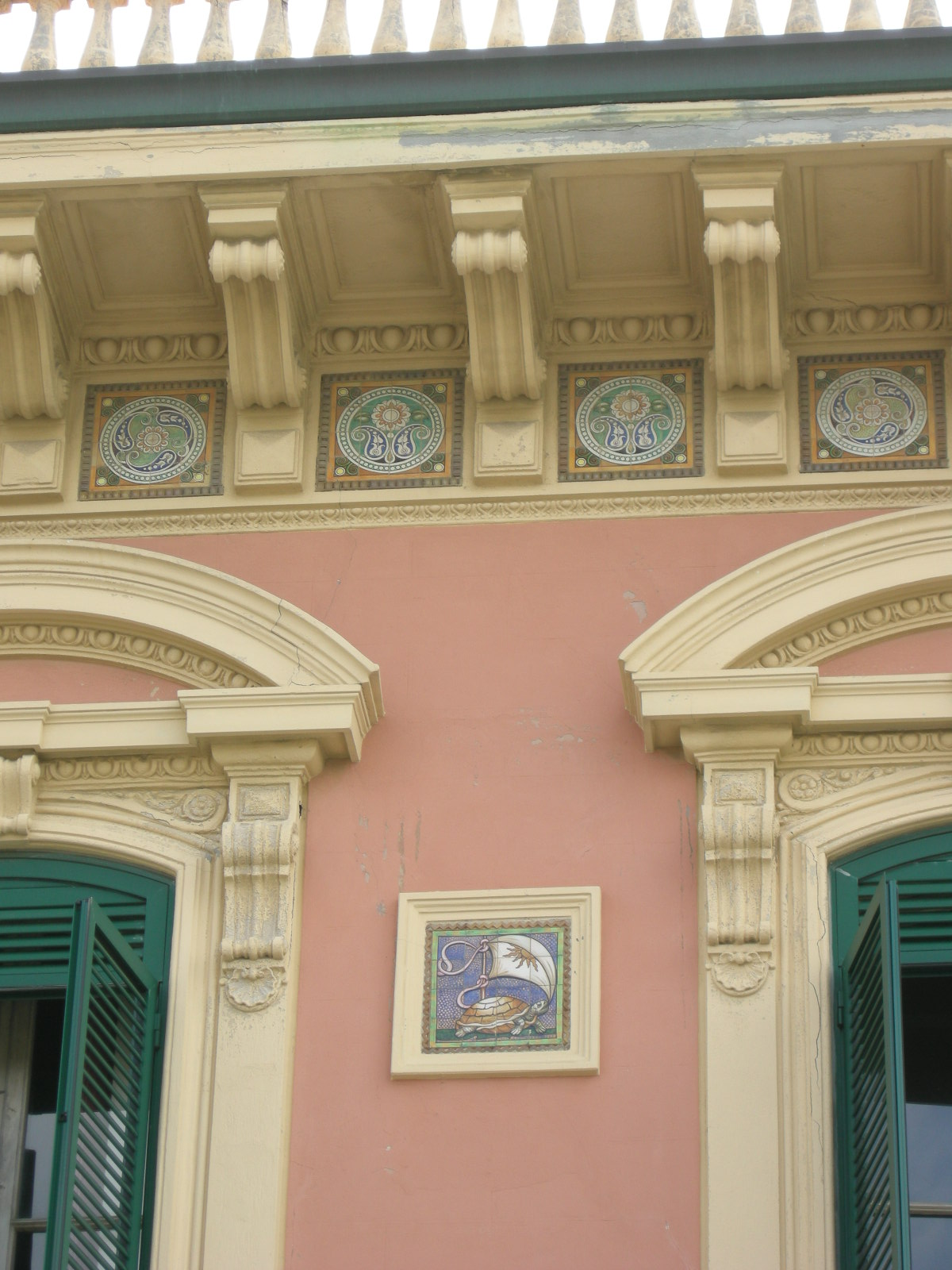
Il sottogronda con le decorazioni della Manifattura Chini di Borgo San Lorenzo

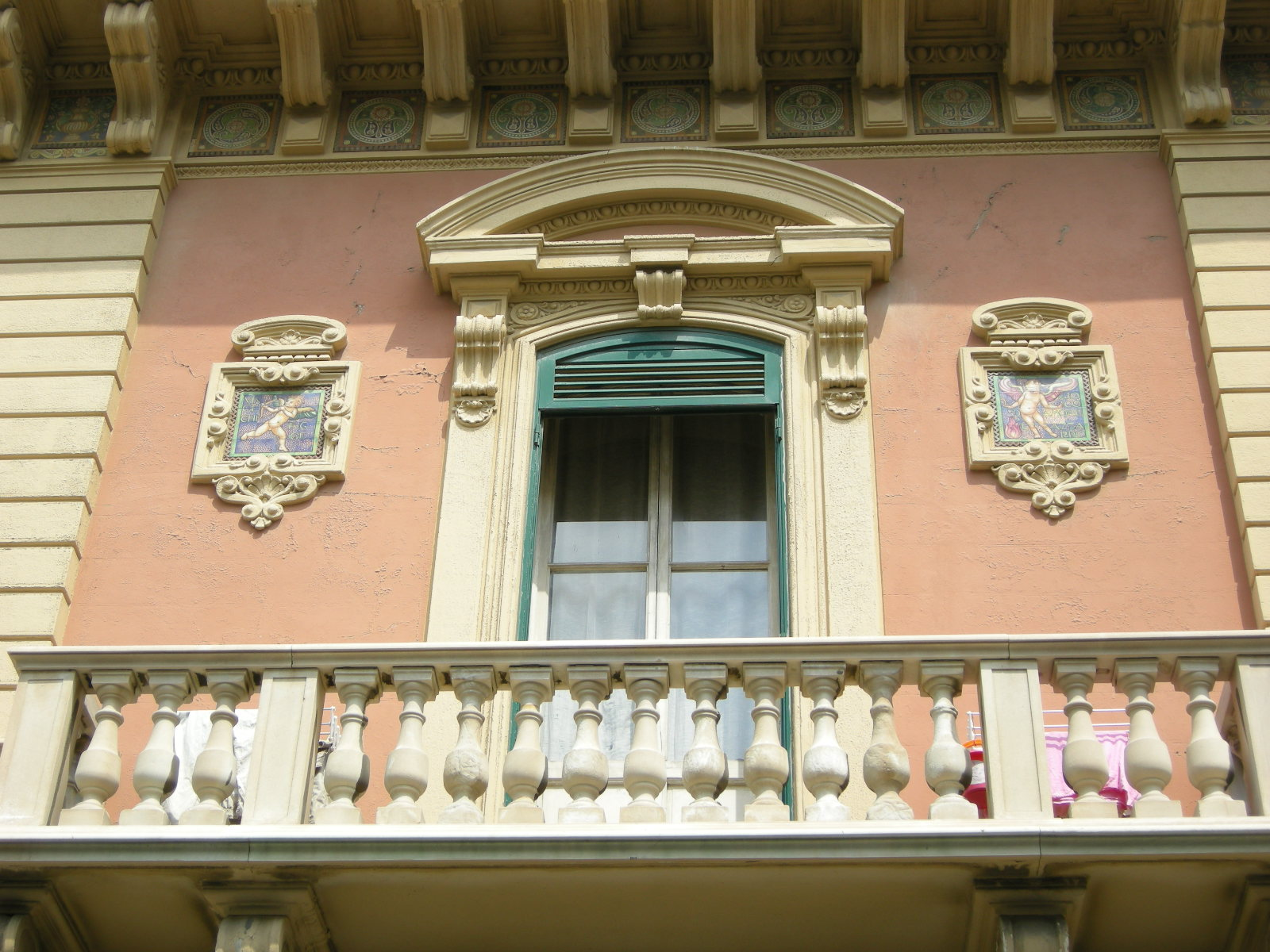
Dettaglio delle formelle di Tito Chini

L'edificio è caratterizzato da una balaustra soprastante la gronda che simula una copertura a terrazza nascondendo invece la pendenza delle falde del tetto. 
Il sottogronda, caratterizzato da triglifi piuttosto evidenti rispetto all'imponenza del fabbricato (ha pure dei doppi triglifi d'angolo), presenta fregi in ceramica della manifattura di Tito Chini. 
Delle formelle di Tito Chiniche si trovano al primo piano, sulle due facciate in prossimità delle porte-finestre dei balconi all'interno di vaste campiture di intonaco rosa, entro una cornice quadrata arricchita da volute, esistono anche i disegni preparatori. Interessante è il disegno con la tartaruga con la vela che ricorda il motto "Festina Lente", cioè affrettati lentamente. Le antre due formelle con amorini presentano entrambe una scritta significativa: l'amorino bendato la frase "Gioco di amore e azzardo", mentre l'amorino che scocca la freccia la scritta "Vince chi fugge". 
Le finestre del primo piano sono arricchite da cornici piuttosto elaborate e da timpani rinascimentali sostenuti da false mensole. Le finestre del piano terra sono contornate da finti conci disposti a raggiera e non presentano analogie con le altre tranne che per il parapetto in colonnine di marmo del tutto analogo al parapetto dei balconi e a quello delle balaustre del tetto.
Tutti i fronti sono decorati con doppie fasce marcapiano e finto bugnato - di spessore ridotto - al piano terra e in parte al primo piano. L'unica entrata a piano terra, su via Zanardelli, è realizzata in legno di afromosia ed è impreziosita da una cornice in marmo bianco, da due lumi in ferro battuto e da una rostra in ferro battuto con un disegno molto lavorato e raffinato.
All'interno dell'abitazione, la scala, illuminata da un grande lucernario, è realizzata in marmo ed è arricchita da una elaborata ringhiera in ferro battuto con corrimano nervato in ottone, sulla base del disegno originale di Alfredo Belluomini, che mette qui in risalto le proprie doti artistiche e la grande capacità dei suoi collaboratori. Da notare inoltre sono i due grandi vasi in marmo bianco posti all'interno dell'atrio d'ingresso.
A causa dei cambiamenti di proprietà e d'uso del villino, la scala interna resta anche l'unico elemento rimarchevole del progetto del Belluomini, mentre gli altri ambienti hanno perso le peculiari caratteristiche del periodo.

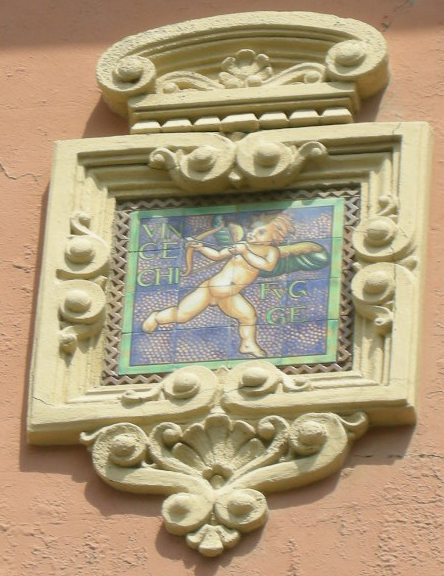
Tito Chini, Pannello ceramico con amorino
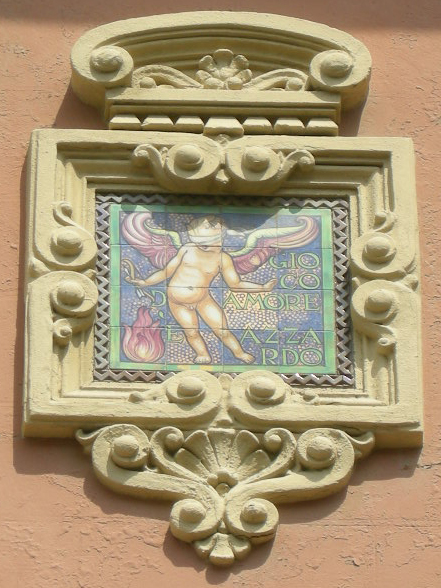
Tito Chini, Pannello ceramico con amorino
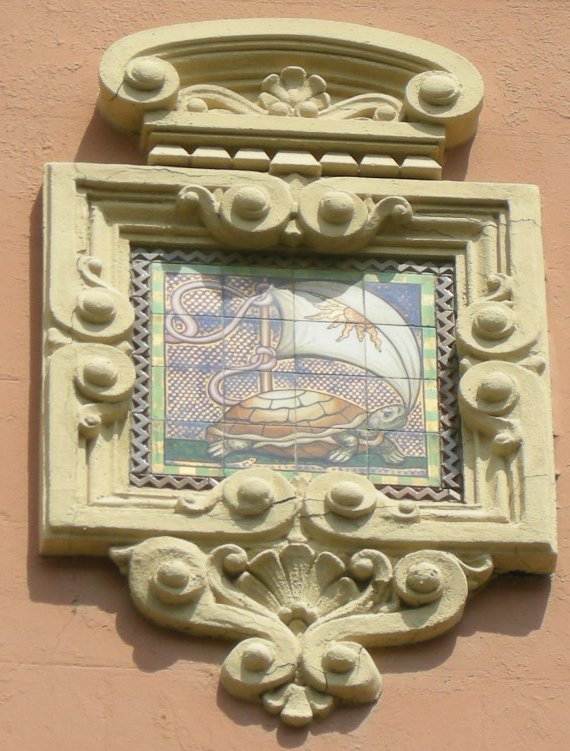
Tito Chini, Pannello ceramico con tartaruga con la Vela
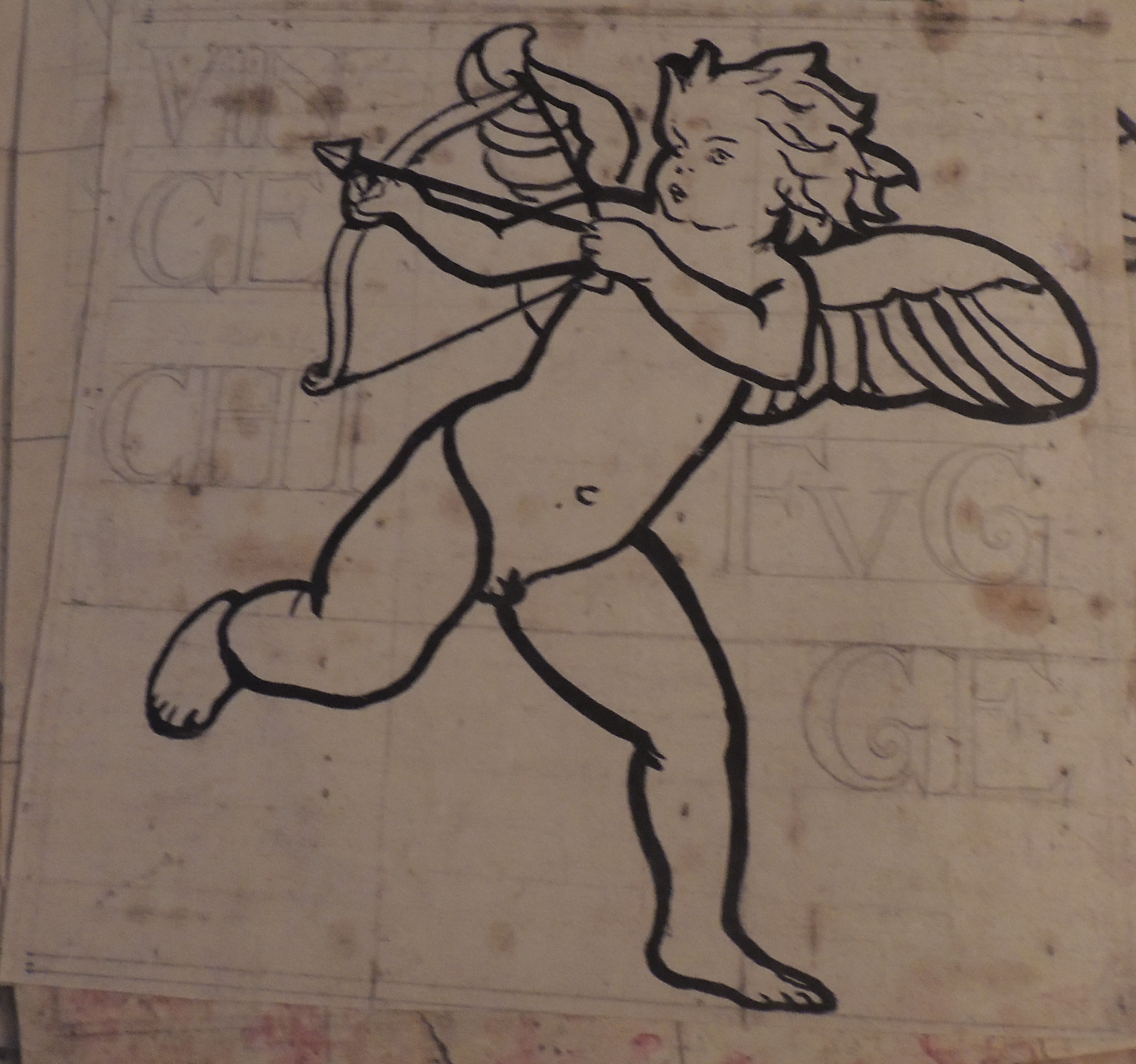
Tito Chini, Disegno preparatorio del pannello ceramico con amorino Collezione privata
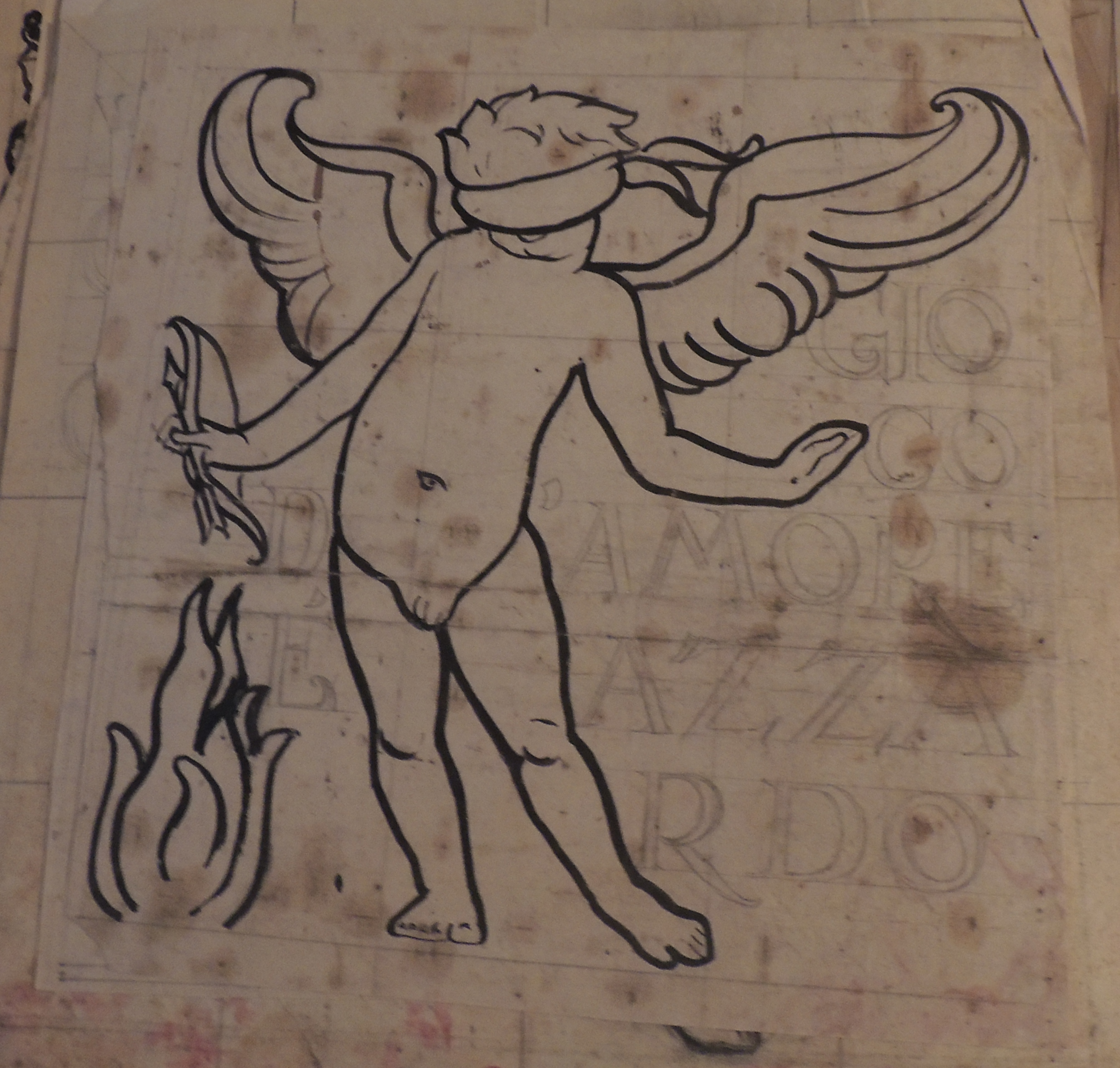
Tito Chini, Disegno preparatorio del pannello ceramico con amorino Collezione privata
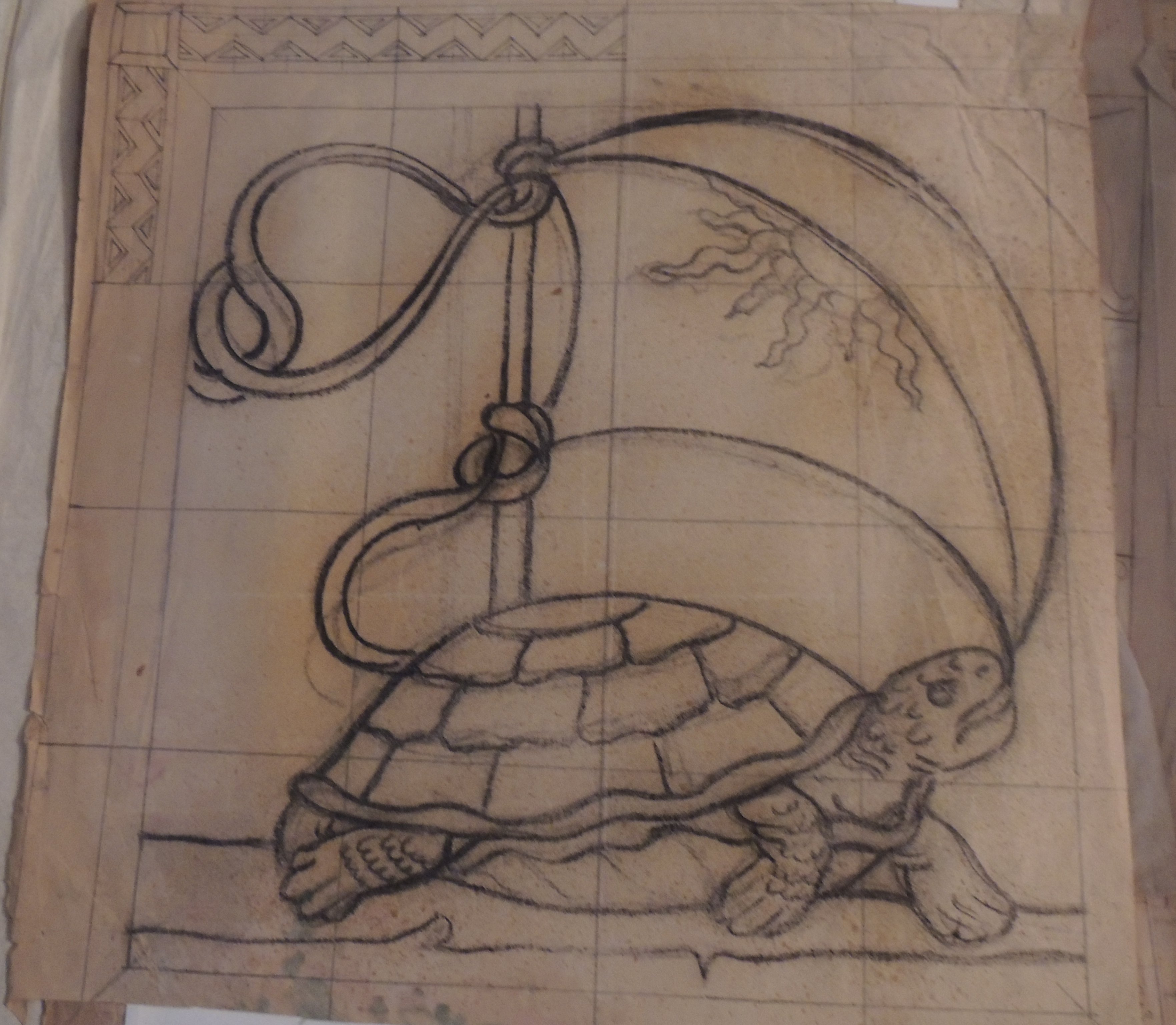
Tito Chini, Disegno preparatorio del pannello ceramico con tartaruga con la Vela Collezione privata

## Fortuna critica
Per quanto riguarda la fortuna critica del villino Brunetti, occorre fare riferimento all'opera dell'architetto Alfredo Belluomini e del pittore Tito Chini, la cui opera è stata debitamente rivalutata negli ultimi decenni. Il villino è uno degli edifici che sono stati oggetto dell'intervento di Alfredo Belluomini "nell'arco di tempo che va dal 1918 - anno in cui è documentabile il primo progetto firmato - al 1930". Anche per questo villino "Belluomini restituisce l'immagine di un gusto ecletticamente quattrocentesco e bizzarro, alle volte dimesso, ma quasi sempre esuberante di un decorativismo minuto e dettagliato".
I prospetti dell'edificio presentano una composizione globale formata da elementi tipici rinascimentali e decorazioni della produzione Chini che sottolineano, qui come in altri edifici, la collaborazione esistente tra quest'ultimo e il Belluomini.